# Epinannolene affinis
Epinannolene affinis är en mångfotingart som beskrevs av Loomis 1961. Epinannolene affinis ingår i släktet Epinannolene och familjen Epinannolenidae. Inga underarter finns listade i Catalogue of Life.